# Bad Girl (manga)
Bad Girl (ばっどがーる Baddo Garu?) es una serie de manga japonesa de cuatro paneles escrita e ilustrada por Nikumaru. Se ha serializado en la revista de manga seinen Manga Time Kirara Carat de Houbunsha desde marzo de 2021, con sus capítulos recopilados en tres volúmenes de tankōbon a partir de agosto de 2023. Una adaptación a serie de televisión de anime producida por Bridge se estrenó en julio de 2025.

## Sinopsis
Yuu Yuutani es una estudiante de primer año de preparatoria, buena y estudiosa, que asiste a la Preparatoria Privada Fujigasaki. Idolatra a Atori Mizutori, presidenta del comité disciplinario de la escuela y a su madonna, Yuu comienza a comportarse como una delincuente con la esperanza de atraer su atención.

## Personajes
Yū Yutani (優谷 優 Yutani Yū?)
 Seiyū: Azusa Tachibana
Atori Mizutori (水鳥 亜鳥 Mizutori Atori?)
 Seiyū: Niina Hanamiya
Suzu Suzukaze (涼風 涼 Suzukaze Suzu?)
 Seiyū: Misato Matsuoka
Rura Ruriha (瑠璃葉 るら Ruriha Rura?)
 Seiyū: Miharu Hanai
Mizuka Mizutori (水鳥 水花 Mizutori Mizuka?)
 Seiyū: Kaori Maeda
Kiyoraka Sumiki (清木 清 Sumiki Kiyoraka?)
 Seiyū: Lynn
Maria Komari (小鞠 まりあ Komari Maria?)
 Seiyū: Yui Horie
Nana Matsuda (松田 なな Matsuda Nana?)
 Seiyū: Sora Amamiya
Marimo Nishikawa (西川 まりも Nishikawa Marimo?)
 Seiyū: Ayane Sakura
Rin Mōri (毛利 りん Mōri Rin?)
 Seiyū: Sumire Uesaka
Yume Izumi (泉 ゆめ Izumi Yume?)
 Seiyū: Saori Hayami
Aoi Aoyama (青山 あおい Aoyama Aoi?)
 Seiyū: Maaya Uchida
Momiji Kaname (鹿目 もみじ Kaname Momiji?)
 Seiyū: Akari Kitō

## Contenido de la obra

### Manga
Bad Girl está escrita e ilustrada por Nikumaru y se publicó inicialmente en la revista Manga Time Kirara Carat de Houbunsha como trabajo invitado antes de comenzar la serialización el 27 de marzo de 2021. En julio de 2024, se publicaron cuatro volúmenes de tankōbon.
| Volúmenes de manga publicados | Volúmenes de manga publicados | Volúmenes de manga publicados |
| Número                        | Fecha de lanzamiento          | ISBN                          |
| ----------------------------- | ----------------------------- | ----------------------------- |
| 1                             | 26 de enero de 2022           | ISBN 978-4-83-227346-7        |
| 2                             | 26 de noviembre de 2022       | ISBN 978-4-83-227421-1        |
| 3                             | 25 de agosto de 2023          | ISBN 978-4-83-227478-5        |
| 4                             | 25 de julio de 2024           | ISBN 978-4-83-229562-9        |

### Anime
El 28 de junio de 2024 se anunció una adaptación de la serie de televisión de anime. Está siendo producida por Bridge y dirigida por Jōji Furuta, con guiones escritos por Shōji Yonemura, personajes diseñados por Yūki Morimoto y música compuesta por Arisa Okehazama. La serie se estrenó el 6 de julio de 2025 en Tokyo MX y otras cadenas. El tema de apertura es "Super Big Love!", mientras que el tema de cierre es "Bad Surprise", ambos interpretados por Tenrogun, una unidad compuesta por Azusa Tachibana, Niina Hanamiya, Misato Matsuoka y Miharu Hanai como sus respectivos personajes. Sentai Filmworks obtuvo la licencia de la serie para su transmisión en HIDIVE. Medialink obtuvo la licencia de la serie en Asia-Pacífico.

## Recepción
Bad Girl fue nominada a los Next Manga Awards 2022 en la categoría de manga impreso; también fue nominada en la misma categoría para la edición de 2023.